# Розенбах (Гёрлиц)
Розенбах (нем. Rosenbach) — община в Германии, в земле Саксония. Подчиняется административному округу Дрезден. Входит в состав района Гёрлиц. Подчиняется управлению Лёбау. Население составляет 1664 человека (на 31 декабря 2010 года). Занимает площадь 23,50 км².
Коммуна подразделяется на 4 сельских округа.

## Галерея

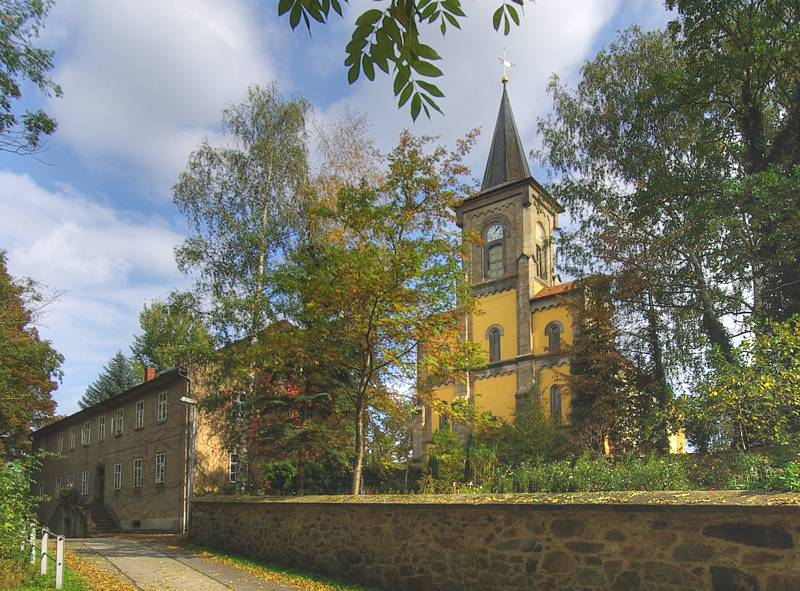
Бишдорф – церковь и старая школа
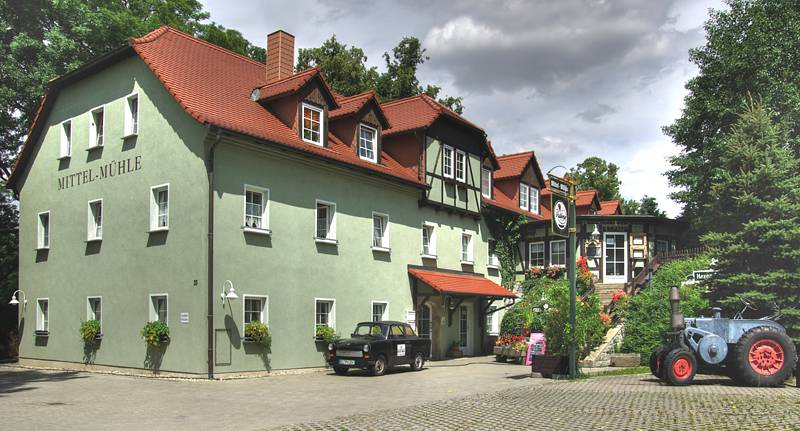
Бишдорф – Отель и ресторан Миттельмюэ
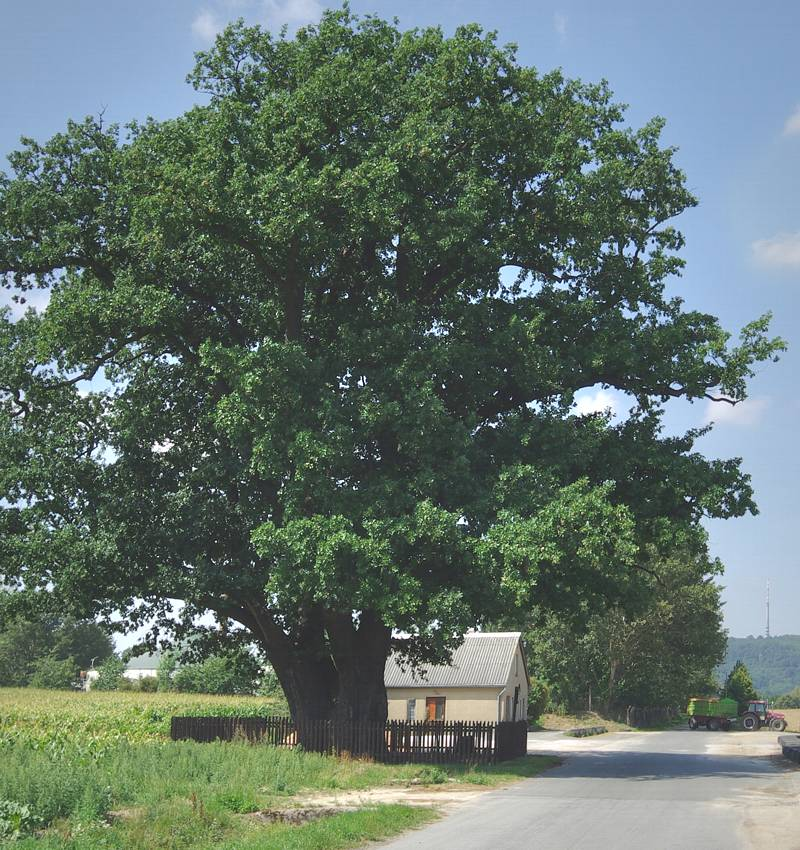
Хервигсдорф – столетний дуб
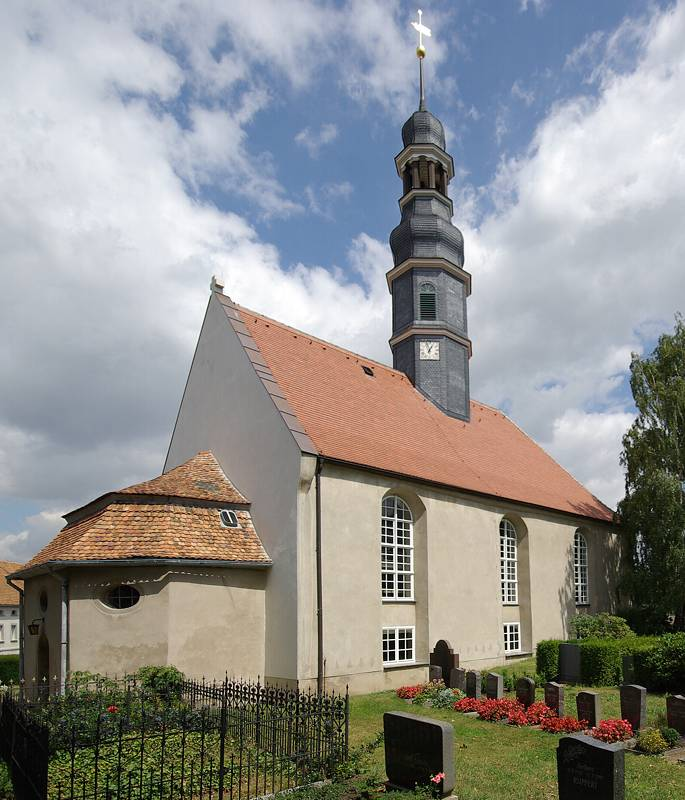
Хервигсдорф  – Церковь с барочным куарорм на крыше
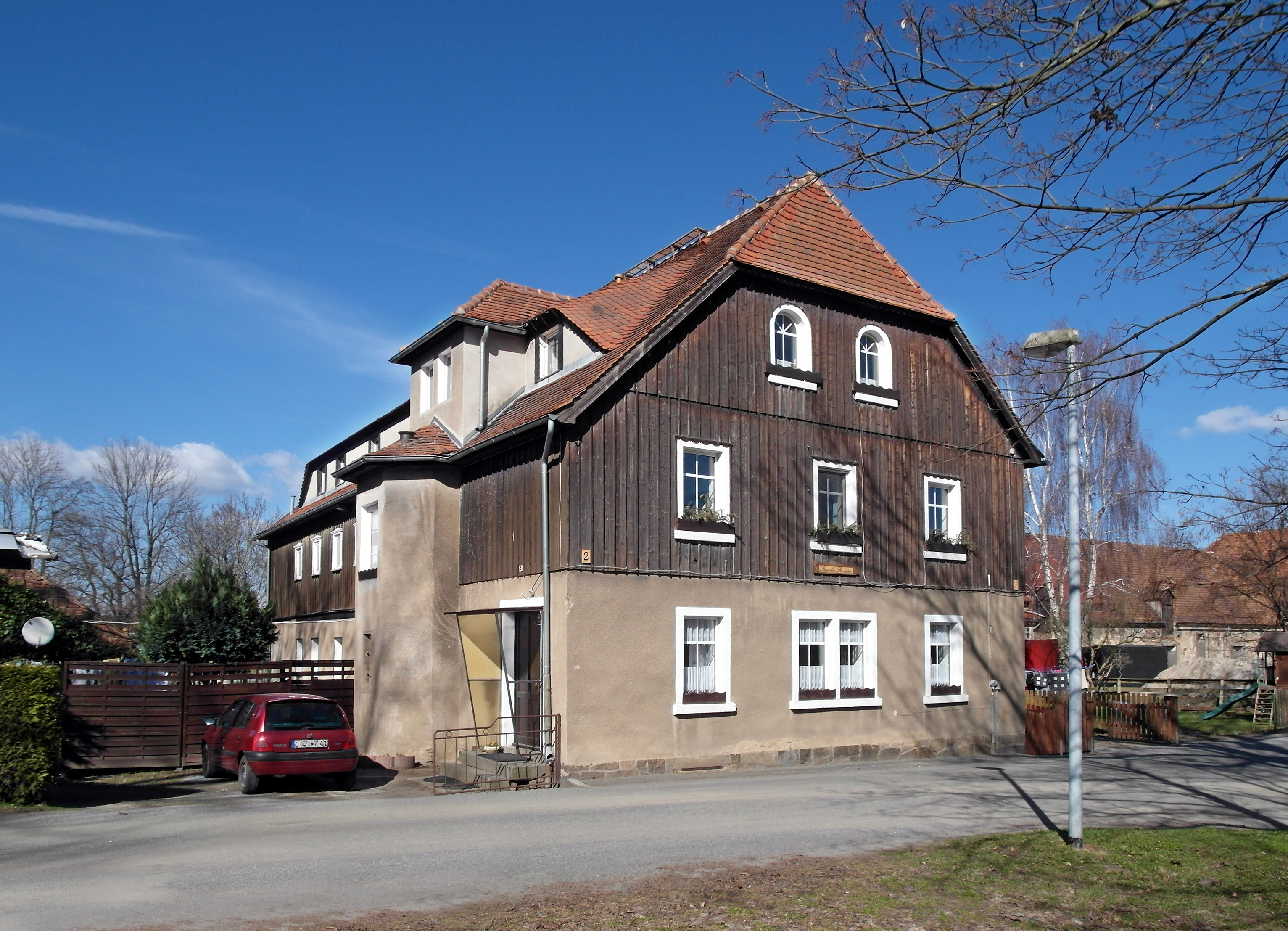
Нидерхервигсдорф, хозяйский дом
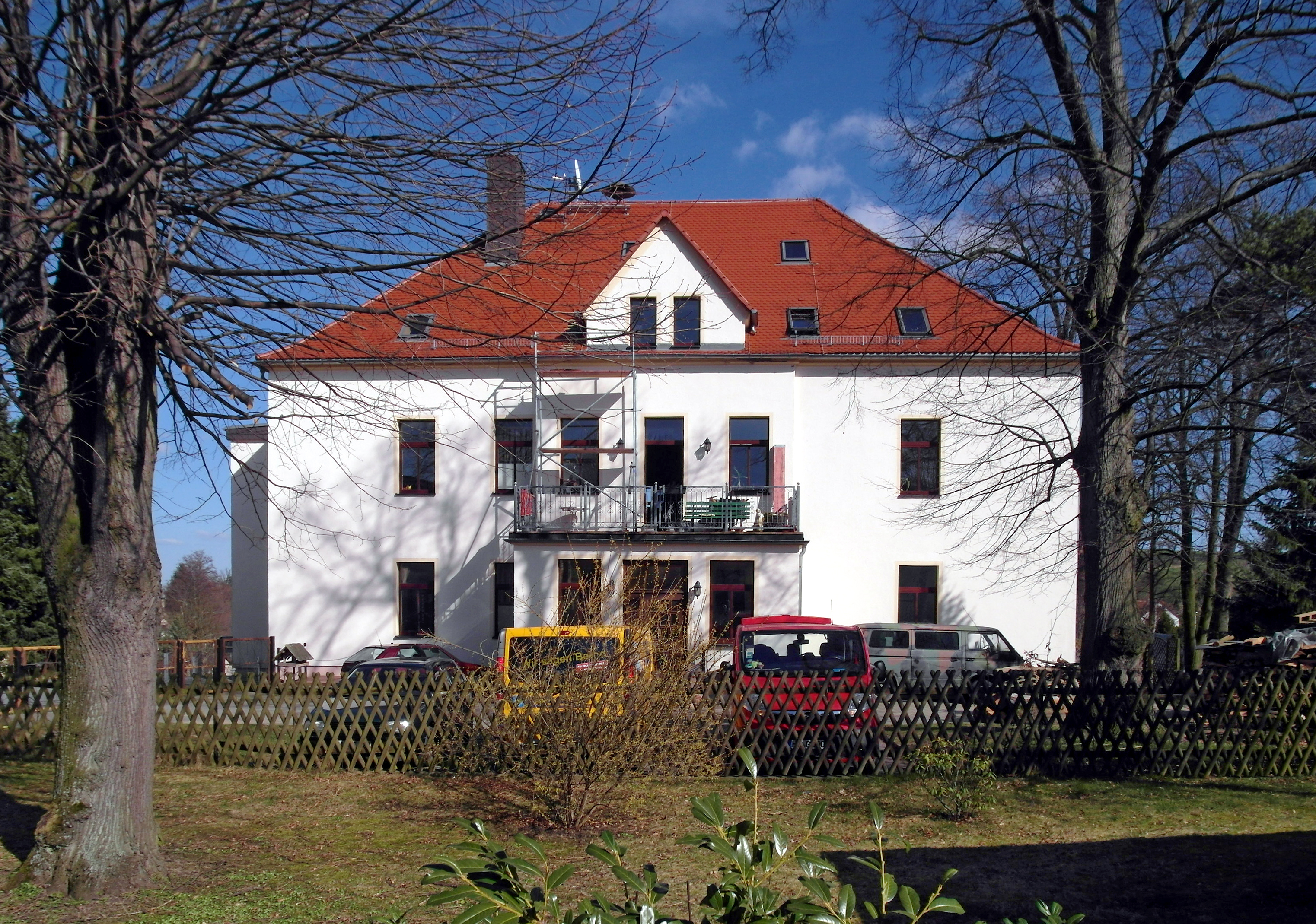
Оберхервигсдорф, хозяйский дом